# UTC+8
| Ora standard (tot anul) Ora standard (iarna din emisfera nordică) Ora standard (iarna din emisfera sudică) | Regiune maritimă în acest fus orar Ora de vară (vara din emisfera nordică) Ora de vară (vara din emisfera sudică) |

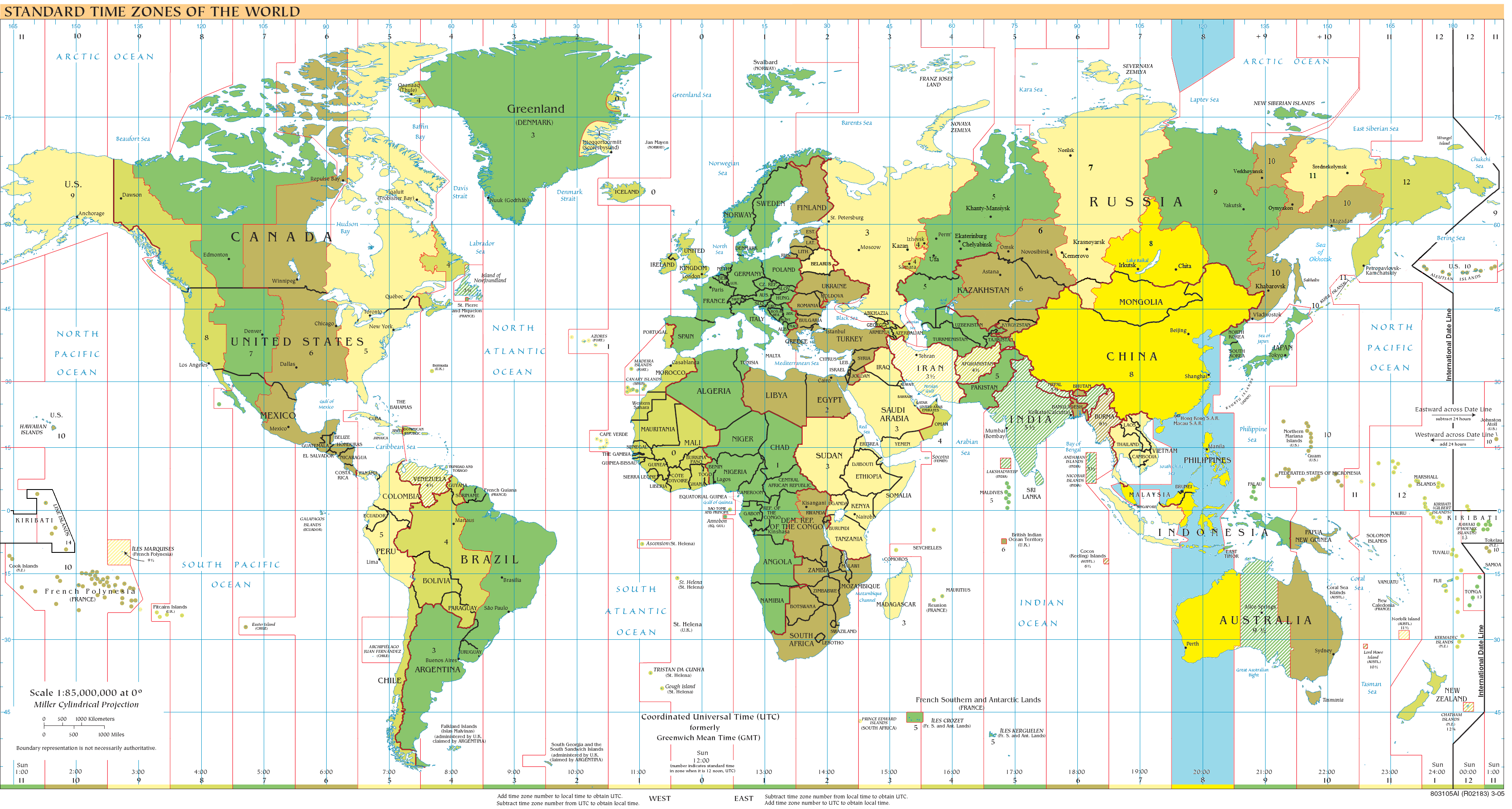
Utilizarea fusului orar UTC+8:

UTC+8 este un fus orar aflat cu 8 ore înainte UTC. UTC+8 este folosit în următoarele țări și teritorii:

## Ora standard (tot anul)
Ora de Kaliningrad: UTC+3 (MSK−1)
     Ora de Moscova: UTC+4 (MSK)
     Ora de Samara: UTC+5 (MSK+1; nefolosit)
     Ora de Ekaterinburg UTC+6 (MSK+2)
     Ora de Omsk: UTC+7 (MSK+3)
     Ora de Krasnoiarsk: UTC+8 (MSK+4)
     Ora de Irkutsk: UTC+9 (MSK+5)
     Ora de Iakutsk: UTC+10 (MSK+6)
     Ora de Vladivostok: UTC+11 (MSK+7)
     Ora de Magadan: UTC+12 (MSK+8)
     UTC+8
     UTC+9:30
     UTC+9:30 / ora de vară: UTC+10:30
     UTC+10
     UTC+10 / ora de vară: UTC+11
- Australia (AWST - Australian Western Standard Time)
  -  Australia de Vest
- Brunei
- Republica Chineză (TWT - National Standard Time / 國家標準時間 / Guójiā Biāozhǔn Shíjiān)
- Republica Populară Chineză (CST - Chinese Standard Time / 北京时间)
- Hong Kong (HKT - Hong Kong Time / 香港時間 / Hoeng1gong2 si4gaan1)
- Filipine (PST - Pamantayang Oras ng Pilipinas / Philippine Standard Time)
- Indonezia (WITA - Waktu Indonesia Tengah[1][2])
  - Kalimantanul de Est și Kalimantanul de Sud
  - Insulele Sondele Mici
  - Sulawesi
- Macao
- Malaezia (WPM - Waktu Piawai Malaysia / MST - Malaysia Standard Time)
- Mongolia (fără provinciile Bajan-Ölgii-Aimag, Chowd-Aimag și Uws-Aimag)
- Rusia (KRAT - Krasnoyarskoye vremya / Красноярское время)
  -  Hacasia
  -  Tuva
  -  Ținutul Krasnoiarsk
- Singapore (SST - Singapore Standard Time)